# Playa de Bascuas
La playa de Bascuas es una pequeña playa nudista del municipio de Sangenjo. Tiene forma de media concha, ubicada en un entorno casi despoblado. La playa dispone de bandera azul.

## Acceso
Desde Sangenjo, por la carretera C-550 en dirección a El Grove, en Aios, se toma el desvío a la izquierda, pasada la playa de Montalvo.